# Cycas balansae
Cycas balansae Warb., 1900 è una pianta appartenente alla famiglia delle Cycadaceae, diffusa nel sud-est asiatico.

## Descrizione
È una cicade con fusto acaule, con diametro di 12-20 cm.
Le foglie, pennate, lunghe 2,5-3,5 m, sono disposte in numero da 2 a 10 all'apice del fusto e sono rette da un picciolo lungo 100-170 cm; ogni foglia è composta da 45-95 paia di foglioline lanceolate, con margine intero o leggermente ricurvo, lunghe mediamente 22-30 cm, di colore verde scuro, inserite sul rachide con un angolo di 75-85°.
È una specie dioica con esemplari maschili che presentano microsporofilli disposti a formare strobili terminali fusiformi, lunghi 20-25 cm e larghi 4-7 cm ed esemplari femminili con macrosporofilli che si trovano in gran numero nella parte sommitale del fusto, con l'aspetto di foglie pennate che racchiudono gli ovuli, in numero di 2-4.
I semi sono grossolanamente ovoidali, lunghi 25-27 mm, ricoperti da un tegumento di colore giallo.

## Distribuzione e habitat
La specie è diffusa nelle regioni montuose del nord-est di Hanoi, in Vietnam, e nel sud-est del Guangxi, in Cina.

Prospera nei terreni argillosi sovrastanti scisto e granito.

## Conservazione
La IUCN Red List classifica C. balansae come specie prossima alla minaccia (Near Threatened).

La specie è inserita nella Appendice II della Convention on International Trade of Endangered Species (CITES)